# 戴博
罗伯特·戴利（英語：Robert Daly），中文名戴博，伍德羅·威爾遜國際學者中心基辛格中美研究所所長、前美国外交官、演员。

## 早年及教育
戴博生于纽约州锡拉丘兹。1984年获雪城大学文学学士学位。

## 生涯
1986年到1991年担任外务官，兼任美国驻华大使馆文化交流官。离开外交體系后，至康奈尔大学教授中文，直1992年。1992年到1999年在中国担任电视节目及戏剧的主持人、演员和编剧，同时协助制作美国儿童电视节目的中文版。戴博也担任雪城大学中国研讨会主任，同时是有线电视新闻网、美国之音及多家中国电视台和电台的主持人。2000年和2001年担任美中住房计划主任。
2001年到2007年担任南京大学-约翰斯·霍普金斯大学中美文化研究中心美国主任。
2007年到2013年担任马里兰大学马里兰中国倡议主任。
2013年8月，戴博被伍德羅·威爾遜國際學者中心提名为基辛格中美研究院第二主任，继任自研究院2008年创立以来一直出任该职位的芮效俭。
戴博曾在史密森尼学会、东西方研究中心、亚洲协会和美中关系全国委员会举行讲座，也就中美关系问题向国会作证。
戴博在中国生活了11年，曾为美国和中国的政治人物做口译，包括吉米·卡特、亨利·基辛格、江泽民和李源潮。

## 电视剧演员
1992年，戴博出演电视剧《北京人在纽约》。该剧于1994年10月1日播出后，中国人民透过该剧认识戴博。